# Partidul pentru independența Regatului Unit
Partidul pentru independența Regatului Unit (în engleză United Kingdom Independence Party, abreviat UKIP) este partid politic conservator din Marea Britanie, care promovează retragerea țării din Uniunea Europeană. La ultimele alegeri pentru Parlamentul European din 2009, partidul a susținut crearea de locuri de muncă în Marea Britanie direct pentru britanici, înăsprirea politicilor de imigrare atât în Marea Britanie, cât și UE, extinderea relațiilor comerciale externe și efectuarea de referendumuri cu privire la Constituția UE, sau orice alt document similar. 
Partidul a fost fondat în 1993 de istoricul Alan Sked și încuraja ieșirea Marii Britanii din Uniunea Europeană. La partid au aderat unii membri ai Partidului Conservator de la guvernământ, care aveau dezacorduri serioase cu privire la viitorul lirei după "Miercurea neagră". În 1999, partidul a câștigat trei locuri în alegerile pentru Parlamentul European, dar în curând unul dintre deputați, după un dezacord a părăsit formațiunea. Partidul reunește 12 organizații regionale.

## Rezultate electorale

### Alegeri generale
| An   | Voturi    | Procentaj din tot. | Loc după num. vot. |
| ---- | --------- | ------------------ | ------------------ |
| 1997 | 105.722   | 0,3%               | 11                 |
| 2001 | 390.563   | 1,5%               | 5                  |
| 2005 | 605.973   | 2,2%               | 4                  |
| 2010 | 919.471   | 3,1%               | 4                  |
| 2015 | 3.881.099 | 12,6%              | 3                  |